# 하기의 난
하기의 난(萩の乱)은 메이지 정부 초기 일어난 사족 반란 중 하나로 1876년 야마구치현 하기에서 발생했다. 메이지 정부를 타도하기 위해 존양파 사족들이 일으켰으며 구 기병대 출신들이 주축이 됐다. 그 해 10월 24일 구마모토현 신푸렌의 난과 10월 27일 후쿠오카현 아키즈키의 난에 호응해, 야마구치현 사족(조슈 번사) 출신이자 전 참의 마에바라 잇세이(前原一誠), 오쿠다이라 켄스케 등 약 200명이 일으켰다. 후일 제 26대 일본 총리 다나카 기이치도 13세 때 반란군에 참여한 바 있다.

## 개요
메이지 정부에서 참의를 지냈던 마에바라 잇세이는 일본군 해직자 반란 진압 후처리와 징병제 실시를 놓고 기도 다카요시, 야마가타 아리토모와 격렬한 논쟁을 벌인 끝에 사직 후 낙향했다. 그는 요시다 쇼인의 제자로 쇼카손주쿠(松下村塾)의 맏 사형이었다. 구마모토성의 신푸렌 궐기 소식을 듣고 구 번교 메이린칸(明倫館)을 거점으로 메이지 신정부에서 소외된 고향 동문 및 불평 사족과 연락을 취하는 한편 옛 존양파 동지를 모았다.
10월 26일에는 현청을 협공하기 위해 스사쵸(須佐町) 육영관장인 사카가미 다다스케(坂上忠介)와 타네 우이치(多根卯一), 도쿠야마의 동지 이마다 나미에(今田浪江) 등에게 거병을 촉구하는 사자를 파견했다.
10월 28일에 마에바라를 대장으로 하는‘순국군’(殉国軍)이 출범했지만 목표로 했던 현청 습격은 정부 측에 사전 감지돼 막힌 후, 일황을 알현해 자신들의 대의를 호소코자 상경하기로 한다. 그들은 후쿠에 촌을 출발 스사쵸를 경유해 산인도(山陰道) 루트로 10월 30일에는 스사쵸 출신 병사 67명과 합류 후 약 300명 군세로 지역 군량고를 점거하고 군량을 확보했다.
마침내 해로(海路)로 시마네현 하마다시 행 선박에 올랐으나 악천후로 되돌아와야 했다. 그들은 다시 야마구치현의 에자키(江崎) 상륙 후 거짓 정보(함께 교토로 가다가 뒤쳐진 동지 이사하야 모토키요(諫早基清)의 부대가 하기를 기습 점거 후 야마구치 현 수뇌부(근친자,近親者)'를 처벌하고 있다는 정보를 말함)에 속아 10월 31일 고향인 메이린칸으로 돌아왔다. 속았음을 알게 된 건 매복 중이던 정부군과 시가전을 치르면서였다.
일단 어찌어찌 정부군 격퇴엔 성공하나 하시모토쵸 근방 가옥 68채가 불타 지역 민심을 잃었고 설상가상으로 비축 탄약은 도쿄 황궁으로 출발할 때 이미 연못에 파기한 상태였다. (시나가와 야지로 서한). 탄약 부족으로 장기전이 불가능했던 마에바라는 300 군세를 오구라 신이치(小倉信一), 유후쿠 준인(有福洵允)에게 맡겨 옥쇄시키는 대신 자신 포함 핵심 간부 5명은 도쿄 황궁으로 가 일황 알현 후 할복하려 했다.
오구라 등은 하기시에서, 후일 명성황후를 시해하는 미우라 고로 소장 휘하 히로시마 진대와 운양호 사건 때 부산에도 왔었던 전함 모슌(孟春) 호의 공격을 받고 11월 6일경 전멸한다. 조슈번 검술 지도 사범 나이토 사쿠베에(内藤作兵衛)가 오인 사살되기도 했다.

## 이후
마에바라, 오쿠다이라 등 간부 5명과 시종 시라 린조, 마레 모코 등 총 7명은 도쿄로 가기위해 배로 하기의 에츠 항을 출항했으나 또다시 악천후로 시마네현 우류 항에 피난했다. 그나마도 도선사의 도움으로 겨우 상륙한 그들은 11월 5일 신고를 받고 출동한 시마네 현령 사토 노부히로와 경찰들이 몰려와 대치 중 소명 기회 부여를 조건으로 투항했다. 그러나 약속과 달리 그들에겐 어떤 소명 기회도 주어지지 않았다. 온갖 고문도 모자라 신정부는 마에바라에게 전 아이즈 번사 나가오카 히사시게(永岡久茂)와 내란을 공모했다는 누명까지 씌웠다. 앞서 나가오카는 10월 29일에 치바현청 습격 미수 사건(시안바시 사건,思案橋事件)을 일으켰었다.
12월 3일 야마구치 지방법원 하기 출장소(재판장 이와무라 미치토시,岩村通俊)의 판결에서 마에바라 이하 오쿠다이라를 비롯, 요코야마 도시히코(横山俊彦), 사세 잇세이(佐世一清,마에바라의 친동생), 야마다 에이타로(山田頴太郎, 마에바라의 친동생), 유후쿠 준인(有福旬允), 오구라 신이치(小倉信一), 고노 기이치(河野義一)는 즉결 처분(참수)됐다. (다음날 참수됐다는 설도 있음) 자기 변호의 기회조차 박탈된 채였다. 300 군세 중 포로들과 그 외 연루자들의 처분은 1876년(메이지 9년) 법무성 산하 내란음모 판결 법정에서 유죄 72명, 무죄 1명, 훈방 299명 등으로 결정됐다. 당시 판결에 대해 다른 사실 기록이 많아 특정하기 어려운데 다음과 같다.
- 하기의 난으로 죽은 이들을 추모하는 나무 액자의 기록으로는 징역 48명, 제족방면(≒폐서인)[6] 15명, 방면 388명이라고 돼있다.
- 하기 출장소 재판장 이와무라 미치토시(岩村通俊) 판사의 회고록에 따르면 징역이 60여 명, 방면이 2천 여명이라고 돼있다.
- 시미즈 기요타로(清水清太郎)의 일기에는 재판에 오른 폭도가 무려 3천5백에 달한다고 기록돼 있다.

어쨌든 처벌의 법원(法原,법적 근거)는 메이지 9년 11월 8일 사법경(법무성 장관) 오기 타카토(大木喬任)에 의해 제정된 폭도처분 임시 시행령(臨時暴徒処分例)이었다.

## 쇼카손주쿠(松下村塾)에 튄 불똥
반란 주모자 마에바라 잇세이는 쇼카손주쿠(松下村塾)의 최연장자로 많은 동문들과 스승인 故 요시다 쇼인의 친족까지 난에 끌어들였다. 쇼인의 삼촌인 다마키 집안, 쇼인 본인의 가족, 쇼인의 원래 성이자 친형의 가족인 스기(杉) 씨들까지 모두 연루됐다. 쇼인의 친형인 스기 민지(杉民治)는 다마키 마사노리(玉木正誼,노기 마레스케의 친동생이기도 함)를 데릴사위로 들였고 요시다 코타로는 민지(民治)의 장남 쇼지로의 데릴사위(차녀)였다. 다시말해 다마키 마사노리와 요시다 코타로는 처삼촌, 처조카사위 관계였는데 둘 다 반란군으로 전사했기 때문에 마사노리의 아들 다마키 마사유키(玉木正之), 그리고 코타로의 손아랫동서 요시다 구라조(吉田 庫三,역시 데릴사위)가 상속자로서 연좌제에 끌려들어갔다. 이런 연고로 쇼인의 삼촌이자 쇼카손주쿠 교장 다마키 분노신(玉木文之進)은 할복하고 학교는 폐교됐다.
쇼인의 친형 스기 민지는 홍고다이칸(本郷代官,홍고무라(本郷村) 면서기)을 사퇴하고 은거하지만 1880년(메이지 13년) 쇼카손주쿠를 재건해 10년 후 일황이 일본 제국 신민들의 수신과 도덕 교육에 대해 직접 교육령을 내려 다시 폐교되기까지 후진 양성에 힘썼다.

## 같이 보기
- 아키즈키의 난
- 신푸렌의 난
- 사가의 난
- 세이난 전쟁

## 참고 문헌
메이지 시대 국토방위사(『明治期国土防衛史』,ISBN 4-7646-0314-4), 하라 타케시(原 剛) 著, 킨세이샤(錦正社) 2002년 2월 발행